# Saint-Félix (Górna Sabaudia)
Saint-Félix – miejscowość i gmina we Francji, w regionie Owernia-Rodan-Alpy, w departamencie Górna Sabaudia.
Według danych na rok 1990 gminę zamieszkiwało 1356 osób, a gęstość zaludnienia wynosiła 205 osób/km² (wśród 2880 gmin regionu Rodan-Alpy Saint-Félix plasuje się na 619. miejscu pod względem liczby ludności, natomiast pod względem powierzchni na miejscu 1390.).